# Le Mans 24-timmars 2007
Le Mans 24-timmars 2007 kördes den 16-17 juni 2007 på Circuit de la Sarthe.

## Slutställning
| Plats | Förare                                            | Märke        | Varv |
| ----- | ------------------------------------------------- | ------------ | ---- |
| 1     | Marco Werner Emanuele Pirro Frank Biela           | Audi         | 369  |
| 2     | Stéphane Sarrazin Pedro Lamy Sébastien Bourdais   | Peugeot      | 359  |
| 3     | Emmanuel Collard J-C Bouillon Romain Dumas        | Pescarolo    | 358  |
| 4     | Stuart Hall João Barbosa Martin Short             | Pescarolo    | 347  |
| 5     | David Brabham Darren Turner Rickard Rydell        | Aston Martin | 343  |
| 6     | Johnny O'Connell Jan Magnussen Ron Fellows        | Chevrolet    | 342  |
| 7     | Christophe Bouchut Fabrizio Gollin Casper Elgaard | Aston Martin | 341  |
| 8     | Stefan Mücke Jan Charouz Alex Yoong               | Lola         | 338  |
| 9     | Johnny Herbert Peter Kox Tomáš Enge               | Aston Martin | 337  |
| 10    | Nicolas Prost Laurent Groppi Jean-Philippe Belloc | Saleen       | 337  |

### Slutställning LMP1
| Plats | Förare                                           | Märke     | Varv |
| ----- | ------------------------------------------------ | --------- | ---- |
| 1     | Marco Werner Emanuele Pirro Frank Biela          | Audi      | 369  |
| 2     | Stéphane Sarrazin Pedro Lamy Sébastien Bourdais  | Peugeot   | 359  |
| 3     | Emmanuel Collard J-C Bouillon Romain Dumas       | Pescarolo | 358  |
| 4     | Stuart Hall João Barbosa Martin Short            | Pescarolo | 347  |
| 5     | Alex Yoong Stefan Mücke Jan Charouz              | Lola      | 338  |
| 6     | Harold Primat Benoît Tréluyer Christophe Tinseau | Pescarolo | 325  |

### Klassvinnare
| Klass | Vinnare                                     | Märke        |
| ----- | ------------------------------------------- | ------------ |
| LMP1  | Marco Werner Emanuele Pirro Frank Biela     | Audi         |
| LMP2  | William Binnie Chris Bascombe Allen Timpany | Lola         |
| GT1   | David Brabham Darren Turner Rickard Rydell  | Aston Martin |
| GT2   | Raymond Narac Patrick Long Richard Lietz    | Porsche      |